# Ней, Элли
Элли Ней (нем. Elly Ney; 27 сентября 1882, Дюссельдорф — 31 марта 1968, Тутцинг) — немецкая пианистка, музыкальный педагог.

## Биография
Родилась в семье сержанта Якобуса Ней и учителя музыки Анны Ней. Начала заниматься музыкой в Бонне под руководством Леонхарда Вольфа, затем училась в Кёльнской консерватории у Изидора Зайсса и Франца Вюльнера, позднее занималась у Теодора Лешетицкого и Эмиля фон Зауэра. В девятнадцать лет выиграла «Премию Мендельсона» города Берлина, а в двадцать лет получила «Премию Ибаха» в Кёльне. После завершения учебы в Вене была преподавателем Кёльнской консерватории с 1904 по 1907 год и в то же время сделала карьеру концертной пианистки. В 1907 году познакомилась, а в 1911 году вышла замуж за скрипача Виллема фон Хоогстратена (брак распался в 1927 году). Ней и ван Хоогстратен много выступали в дуэте в Германии и других странах Европы, в 1914—1921 гг. играли также в составе фортепианного трио с Фрицем Райтцем. В 1921 году стала почетным членом Дома Бетховена (Beethoven-Haus) в Бонне. В 1927 году стала почетным гражданином города Бонна. В 1920-е годы жила и выступала преимущественно в США, упрочив мировую репутацию выдающейся исполнительницы произведений Бетховена и Брамса. В 1930 году вернулась в Европу. В 1931 году по инициативе Ней в Бонне был учреждён ежегодный фестиваль Народные бетховенские дни (нем. Volkstümliche Beethoventage), проводившийся до 1944 года и ставший предшественником современного Бетховенского фестиваля. В 1932 году вместе со скрипачом Вильгельмом Штроссом и виолончелистом Людвигом Хёльшером основала "Трио Элли Ней". 
Элли Ней поддержала установление в Германии фашистского режима, 1 мая 1937 года вступила в НСДАП, преподавала в различных музыкальных учебных заведениях, в том числе в особой консерватории, созданной немцами в оккупированном Кракове. Во время войны давала много концертов в военных госпиталях, в 1943 г. была награждена Крестом военных заслуг 2-й степени. С 1939 по 1945 год  вела класс фортепиано в зальцбургском Моцартеуме. Известно письмо Ней Йозефу Геббельсу с вопросом, очищены ли уже Нидерланды от евреев: если да, то Ней готова была согласиться на гастроли в этой стране. По окончании Второй мировой войны на протяжении семи лет Элли Ней запрещено было выступать, и лишь в 1952 году она вернулась к активной концертной деятельности, продолжавшейся до последних лет её жизни. В том же 1952 году она стала почетным гражданином муниципалитета Тутцинг в Баварии, где  теперь в ее честь названа улица и установлен памятник на набережной озера Штарнберг (вандализированный 11 февраля 2009 года). В возрасте от 79 до 86 лет записала большую часть своего репертуара. В день ее 85-летия город Бонн устроил прием, на котором присутствовал тогдашний федеральный президент Генрих Любке.